# Erica Barnes
Erica Barnes (geboren 18. Mai 1992 in Sacramento) ist eine 1,88 m große amerikanische Basketballspielerin. Sie wird meist auf den Positionen Power Forward oder Center eingesetzt.

## Leben
Sie ist die Tochter von Eric Barnes, einem ehemaligen Footballspieler der University of Oregon. Sie besuchte die Sacramento High School und studierte von 2010 bis 2014 an der University of Arizona. Erica Barnes hat zwei Schwestern und einen Bruder.

## Basketball
Von 2010 bis 2014 spielte Erica Barnes im Team der Arizona Wildcats, dem weiblichen Basketballteam der University of Arizona.
Ihre Profikarriere startete sie in Deutschland, wo sie 2014 vom Erstligisten Herner TC verpflichtet wurde. Mit Herne belegte sie in der Bundesligarunde hinter dem Serienmeister TSV 1880 Wasserburg den zweiten Platz und wurde nach den Play-offs Dritter in der Meisterschaft. Auch im Pokalwettbewerb konnte sie mit dem Herner TC bei dem TOP4 im heimischen Herne einen dritten Platz erreichen. Zur Saison 2015/2016 wechselte sie zum zyprischen Erstliga-Club Athlitiki Enosi Lemesou.